# Monika Dietl
Pour les articles homonymes, voir Dietl.
Monika Dietl, connue également sous son nom de scène Moni D, est une ancienne présentatrice radio allemande. Elle est considérée comme l'une des icônes des débuts de la culture techno en Allemagne.

## Histoire
À la fin des années 1980, Moni D anime l'émission SFBeat sur la station SFB 2 (Radio libre Berlin). Elle anime par la suite tous les samedis soirs The Big Beat sur Radio 4U (de), éphémère radio jeunesse du réseau SFB.
Cette émission, dont la programmation est axée sur les sonorités nouvelles et technos, devient un incontournable et un dénicheur de tendances au sein de la sous-culture techno de Berlin. D'une part, l'émission informait ses auditeurs au sujet des nouveautés musicales au sein de la scène techno alors en pleine expansion, et d'autre part elle diffusait les mots de passe nécessaires pour se rendre aux raves parties illégales, organisées par exemple à l'Ufo.
Diffusée depuis un émetteur de Berlin-Ouest, l'émission était captée à Berlin-Est. Les émissions étaient ainsi faites qu'il n'était pas fait de différence entre ces deux types d'auditeurs, diffusant les œuvres des Allemands de l'Est comme celles des Ouest-Allemands de l'Ouest. Des messages incitaient à la résistance des deux côtés du Mur, et la présentatrice poussait pour que des deux côtés de Berlin, les fans de techno dansent d'un même pas. Les raveurs des deux côtés écoutaient donc tous la même voix, au fort accent bavarois, lancer son célèbre slogan : « Shut up and dance ! »
Après la fusion des programmes jeunesses de la SFB et de l'ORB (en) au sein de la station unifiée Fritz (de), Monika Dietl quitte la profession. Le créneau horaire est repris par Marusha et son émission Rave Satellite. Monika Dietl quitte ensuite l'Allemagne et part s'installer à San Francisco et obtient en 2002 un diplôme de professeur de yoga. En 2013, elle a co-animé une émission de quelques heures sur Radio Eins.

### Vidéographie
- (de) [vidéo] « Visionner la vidéo », sur YouTube
- [vidéo] Berlin, le mur des sons, de Rolf  Lambert, 2014, 52 min [présentation en ligne] ; diffusé le 13 février 2016 sur Arte